# (3899) Wichterle
(3899) Wichterle (1982 SN1) – planetoida z grupy pasa głównego asteroid okrążająca Słońce w ciągu 5 lat i 250 dni w średniej odległości 3,18 j.a. Odkryła ją Marie Mahrová 17 września 1982 roku.